# Haxey Hood

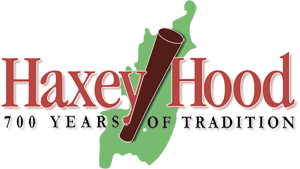
Logo gry

Haxey Hood – brytyjska odmiana gry w piłkę mająca swoje początki w średniowieczu. Rozgrywana jest w angielskiej miejscowości Haxey w północnym Lincolnshire 6 stycznia (jednak jeśli to wypada w niedzielę, to 5 stycznia). Podobna gra jest także uprawiana w Epworth (Epworth Hood).
W grze uczestniczą dwie drużyny. Jedną stanowią Boggoni, a drugą mieszkańcy Haxey i okolicznych miejscowości. Zadaniem zawodników jest doniesienie piłki do jednej z czterech wcześniej wyznaczonych gospód. Zwycięża drużyna, której gracz zrobi to pierwszy. Nagrodą jest obfity poczęstunek, który dostają zwycięzcy jak i przegrani.
Podczas zawodów piłki nie wolno kopać i kozłować nią, a jedynie podrzucać i wyrywać innym. Piłka musi też poruszać się w kierunku jednej z gospód.

## Pochodzenie nazwy

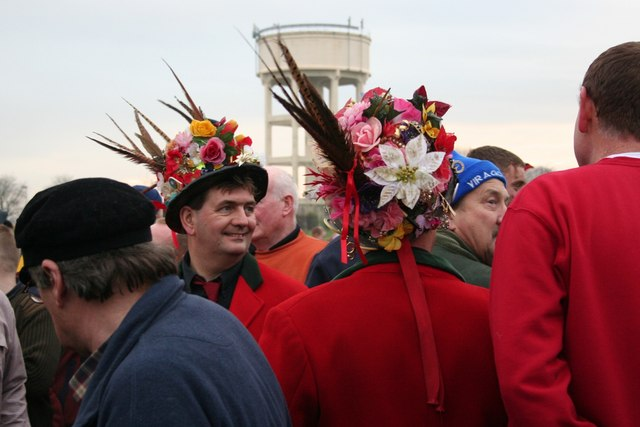
Boggoni

Nazwa gry pochodzi od miejscowości, w której jest rozgrywana. Natomiast Haxey pochodzi najprawdopodobniej z dialektu nazwy hoxey, co w wolnym tłumaczeniu oznacza tarmosin (ang. hox – tarmosić, niepokoić).
Hood (ang. hood – kaptur) wiąże się z dawnym zwyczajem, wedle którego chłopi chwytali zwiewane przez wiatr przykrycie głowy dziedziczki. Zwyczaj ten uważany jest za prototyp gry.
Natomiast nazwa zawodników czyli Boggons oznacza "unurzani w błocie" (ang. bog lub celt.-szkoc. bogah – moczary). Prawdopodobnie wiąże się ona z walką zawodników o piłkę na podmokłych terenach wokół miejscowości.

## Historia
Legenda głosi, że w XIV wieku Lady Mowbray, miejscowa dziedziczka jadąc konno zgubiła swój kaptur. Łapało go 13 chłopów. Ponieważ wiatr był silny trwało to jakiś czas. Nagrodą za pomoc było 13 akrów ziemi przyznane parafii, z której pochodzili chłopi. Dochód z niej miał być przeznaczony na organizację święta upamiętniającego wydarzenie. Podczas tej uroczystości miało być także odtwarzane łapanie kaptura, który z czasem został zamieniony na piłkę. Dziedziniec kościoła miejscowej parafii uważany jest za połowę akra ofiarowanej ziemi.
Etnografowie jednak sądzą, że gra wywodzi się z przedchrześcijańskiego rytuału, który wiązał się ze składaniem ofiar w celu zwiększenia plonów oraz końcem zimy i początkiem wiosny.

## Przebieg gry

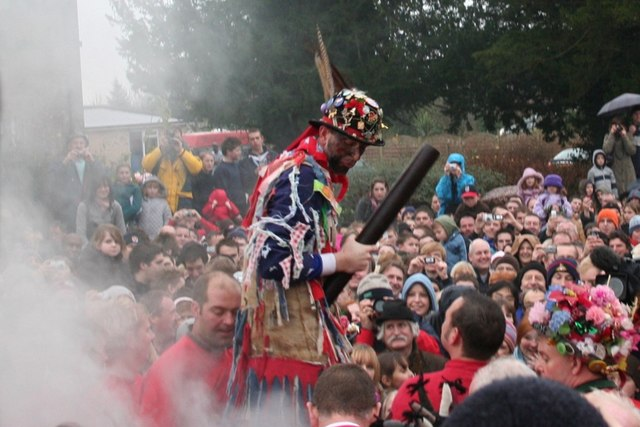
Ceremonia "wędzenia błazna"

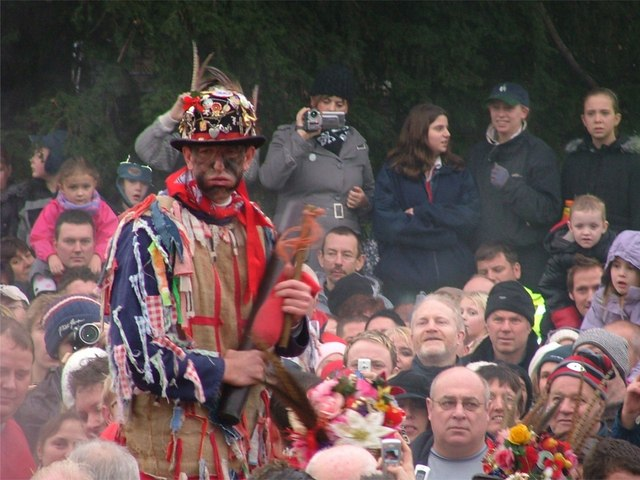
Ceremonia "wędzenia błazna"

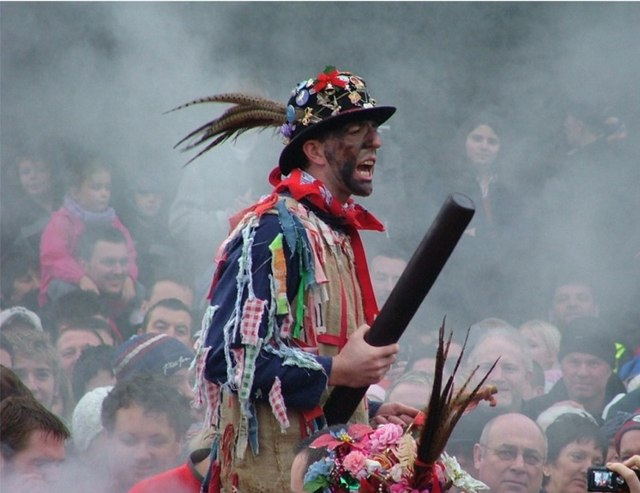
Ceremonia "wędzenia błazna"

Tydzień przed mającą odbyć się grą zawodnicy chodzą po okolicznych wsiach i miasteczkach w celu zbierania datków przeznaczonych na pokrycie kosztów organizacji rozgrywek i zapraszają na zawody. Zawodników prowadzi błazen (ang. Fool) w czerwonym stroju oraz kapeluszu z piórami i czerwonymi kwiatami. Ubranie ma obszyte różnokształtnymi łatkami. Podobnie ubrana jest reszta drużyny Boggonów, z wyjątkiem łatek. Zawodnicy mają czerwone płaszcze z flaneli (scarlet flannel coat) i kapelusze z kwiatami.
W dniu, w którym ma odbyć się mecz wszyscy są ubrani jak tydzień wcześniej, a błazen ma dodatkowo twarz ubrudzoną sadzą i ochrą. Błazen niesie również drzewce bicza z umocowaną na końcu skarpetą, w której znajdują się otręby. Biczem dostają ci, którzy za blisko do niego podejdą dając tym wyraz braku szacunku dla jego władzy.
W dniu meczu odbywa się także procesja, która idzie ulicami miasta do kościoła parafialnego. Błazen w tym dniu może całować każdą napotkaną kobietę. Za nim idzie 12 Boggonów (obecnie są to członkowie lokalnego klubu piłkarskiego). Kapitan drużyny nazywany jest Królem Boggonów, Przełożonym Boggonów albo Władcą Piłki Kaptura. Niesie on 13 gałązek wierzbowych związanych 13 prętami łoziny – stanowi to symbol jego władzy nad drużyną i piłką.
Po przybyciu pod kościół błazen wychwala umiejętności graczy i zaprasza do wspólnej zabawy.
Podczas przemówienia odbywa się "wędzenie błazna" (Smoking the Fool). Etnograf M. Peacock opisał tę ceremonię następująco: zawieszano go nad ogniem i kołysano w przód i w tył duszącego się od dymu. Po pewnym czasie pozwalano mu zeskoczyć w kopcącą się jeszcze trawę, dobrze zlaną wodą, i wygramolić się z niej tak szybko jak tylko mógł. Zaniechano jednak tej czynności w 1956 r., ponieważ ktoś zapomniał zalać palenisko wodą i błazen zapalił się. Obecnie wędzenie polega na zapaleniu za jego plecami wilgotnej słomy, która wytwarza dużo dymu.
Po "wędzeniu" błazen prowadzi zebranych na pobliskie wzgórze. Gracze obu drużyn tworzą krąg. Tutaj ma miejsce walka o "pomniejsze kapturki", które rzuca w tłum Król Boggonów. Wykorzystane tu piłki są szmaciane i obwiązane tasiemkami, aby się nie rozpadły podczas walki o nie. Ch. Hole opisał tę walkę następująco: Gdy tylko pierwsza omotanka zostanie rzucona w górę, rozpoczyna się o nią zacięta walka, a każdy z mężczyzn stara się ją złapać i zanieść poza granice swojej wsi. Jeśli zdoła to uczynić, może zachować piłkę. Aby się to udało musi najpierw zwieść nie tylko czujnych Boggonów, ale wszystkich pozostałych graczy, którzy wyruszają w pościg i starają się wyrwać mu piłkę. Zadaniem Boggonów jest nie dopuścić, by piłka wyszła poza wyznaczone granice. Jeśli któryś z nich zdoła ją posiąść lub choćby tylko dotknąć, taka szmacianka uznawana jest za "martwą" i wraca do Władcy Boggonów, który wykonuje ponowny wyrzut.
Gdy wszystkie piłeczki zostaną wyrzucone rozpoczyna się Sway czyli właściwa gra (piłka w Haxey Hood nazywana jest Sway Hood). Boggoni ustawiają się w koło. Piłkę wyrzuca Władca Boggonów lub gość honorowy zawodów. Gdy piłka zostanie wyrzucona wszyscy rzucają się na nią, co przypomina grę w rugby. Tłum graczy przemieszcza się w dół wzgórza i zmierza w kierunku którejś z wcześniej wyznaczonych karczm, które pełnią rolę bramek. Zazwyczaj gra trwa 2-3 godziny.